# Pozorrubio de Santiago
Pozorrubio de Santiago (anteriorment anomenat Pozorrubio) és un municipi de la província de Conca a la comunitat autònoma de Castella-La Manxa.

## Demografia
| 1991 |  | 1996 |  | 2001 |  | 2004 |
| ---- |  | ---- |  | ---- |  | ---- |
| 547  |  | 547  |  | 468  |  | 446  |